# Party Mix!
Albums de The B-52's
Wild Planet
(1980) Mesopotamia
(1982)
Party Mix! est un album de remixes des B-52's, sorti en juillet 1981.
Cet opus propose des remixes de titres extraits des albums The B-52's et Wild Planet.
L'album s'est classé 55e au Billboard 200.

## Liste des titres
| 1. | Party Out of Bounds | 5:12 |
| 2. | Private Idaho       | 4:04 |
| 3. | Give Me Back My Man | 7:02 |

| 1. | Lava                   | 6:08 |
| 2. | Dance This Mess Around | 2:59 |
| 3. | 52 Girls               | 2:58 |